# NGC 1439
NGC 1439 je galaksija u zviježđu Eridan.

## Vanjske poveznice
- SEDS: NGC 1439